# Victor Delbos

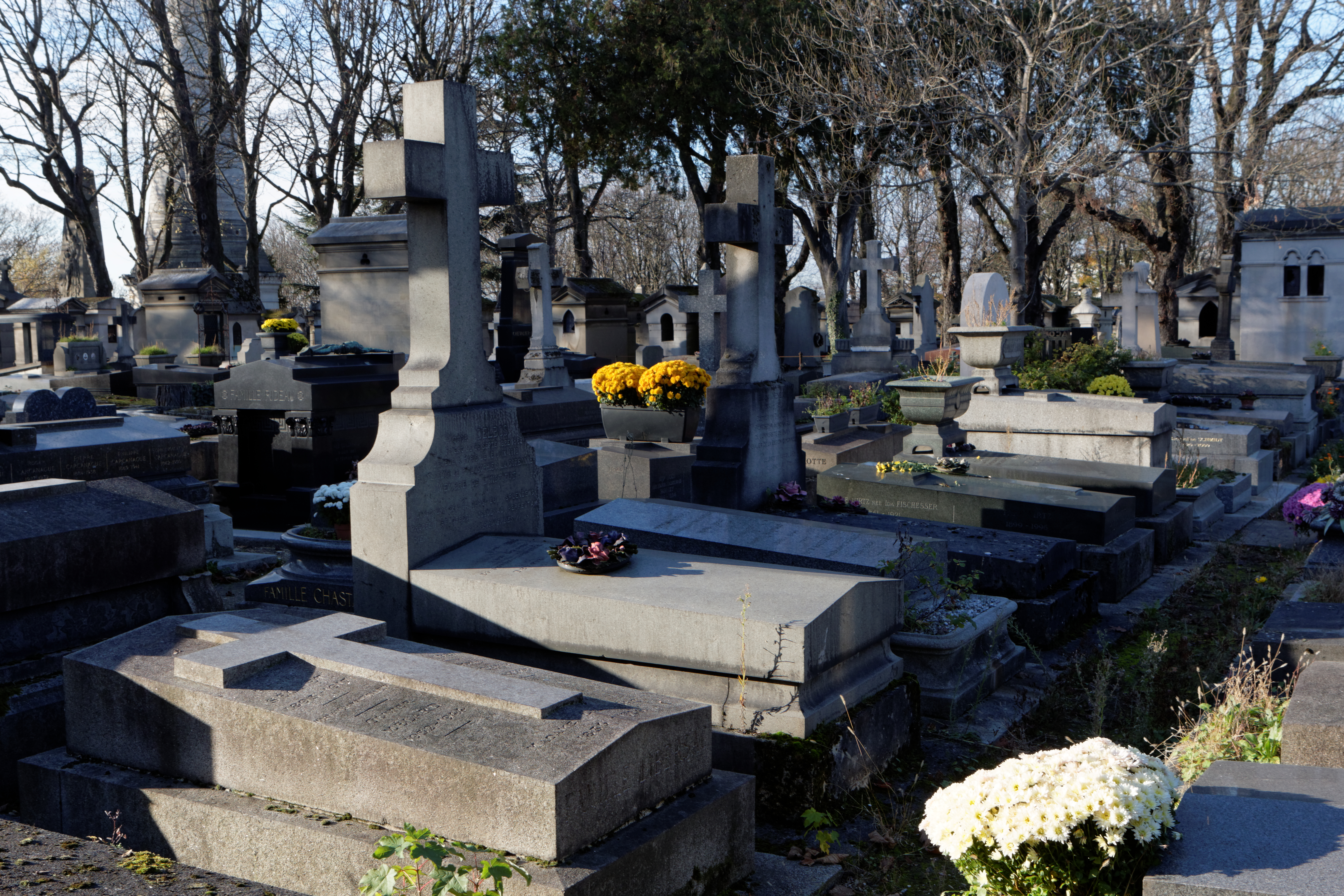
Grab Delbos’ auf dem Père-Lachaise

Victor Delbos (* 26. September 1862 in Figeac; † 16. Juni 1916 in Paris) war ein französischer Historiker und Philosoph.

## Leben
Delbos schloss im Jahr 1882 die École normale supérieure ab, 1885 beendete er das Studium der Philosophie und wurde 1902 zum Doktor der Philosophie ernannt. Er arbeitete von 1886 bis 1902 als Lehrer an Gymnasien in Limoges, Toulouse, Michelet und Paris. 1902 wurde er zum Dozenten für die Geschichte der modernen Philosophie an der Sorbonne ernannt. Dort bekleidete er die Professur für Philosophie und Psychologie von 1909 bis 1913; anschließend war er bis Professor für Philosophie und Geschichte der Philosophie.
1911 wurde er Mitglied der Académie des sciences morales et politiques. Diese vergibt seit 2002 alle zwei Jahre einen Preis in Delbos’ Namen.

## Veröffentlichungen (Auswahl)
- Le problème moral dans la philosophie de Spinoza et dans l’histoire du spinozisme, Paris, Paris, Félix Alcan, Bibliothèque de philosophie contemporaine, 1893, Neuauflage Hachette Livre 2021, ISBN 978-2-329-57059-4.
- De posteriore Schellingie philosophia quatenus hegelianae doctrinae adversatur und Essai sur la formation de la philosophie pratique de Kant, Doktorarbeiten, 1902.
- Essai Sur La Formation de la Philosophie Pratique de Kant, 1903, Neuauflage Hachette Livre 2013, ISBN 978-2-01-279657-7.
- La philosophie pratique de Kant, Paris, Paris, Félix Alcan, Bibliothèque de philosophie contemporaine, 1905, Neuauflage Hachette Livre 2013, ISBN 978-2-01-279658-4.
- L’esprit philosophique de l’Allemagne et la pensée française, 1915, Neuauflage Hachette Livre 2013, ISBN 978-2-01-279661-4.
- Le Spinozisme, Paris, Librairie philosophique J. Vrin, 1916, Neuauflagen 2008, 2005 und 2013 (Hachette Livre), ISBN 978-2-01-279660-7.
- Figures et doctrines de philosophes, 1918.
- La Philosophie française, 1919, Neuauflage Forgotten Books 2017, ISBN 978-0-259-69513-4.
- Étude de la philosophie de Malebranche, 1924.
- Maine de Biran et son œuvre, 1931.
- Traduction et introduction de Fondements de la métaphysique des mœurs, Kant, Librairie Delagrave.